# 名取弘文
名取 弘文（なとり ひろふみ、1945年 – ）は、日本の教育者。元小学校教諭。東京都荒川区生まれ。
1967年、早稲田大学文学部卒業。地方公務員である公立小学校の教員として神奈川県の藤沢市立鵠沼小学校などで小学校教諭として勤務。途中から、家庭科専科となり、様々なゲストを呼んでの公開授業など、ユニークな教育実践で全国的に知られるようになる。教育実践記録を出版した物多数あり。2007年に退職。退職後は、「おもしろ学校理事長」を名乗り、各地で出前授業をやっている。テレビ静岡の「テレビ寺子屋」にも度々出演している。

## 著書
- 『通信簿と評価権』現代書館 1972年
- 『学校と子ども』現代書館 1979年
- 『おもしろ学校の日々』教育出版 1982年
- 『おもしろ学校開校記念日 ― 好学心とエントロピー』有斐閣 1984年
- 『教室から世界へ飛びたとう ― おもしろ学校の特別授業』筑摩書房 1987年
- 『おもしろ学校Qチャンネル ― 名取弘文対話編』有斐閣 1987年
- 『子どもと話そう原子力発電所 ― おもしろ学校公開授業の記録』農山漁村文化協会 1989年
- 『「雑」には愛がいっぱい ― おもしろ学校公開授業』農山漁村文化協会 1991年
- 『名取先生のおもしろゴミ授業 ― ゴミは宝だ!35人の大勉強』ポプラ社 1992年
- 『世界と交信する子どもたち』現代書館 1995年
- 『ナトセンの脱学校 びっくり授業』国土社 1995年
- 『こどものけんり』雲母書房 1996年
- 『子ども百面相』パロル舎 1996年
- 『こんな学校があるよ ― みんなが先生』ポプラ社 1997年
- 『教師という快楽 ― ナトセンの10年日記』雲母書房 1997年
- 『おもしろ学校ナトリのライブ ― 今夜は帰らない』自然食通信社 2003年
- 『悩みのタネ! ― 親子のなんでも相談』雲母書房 2004年
- 『ナトセンのこれが教師だ』雲母書房 2005年
- 『ここまでやったぞ!ナトセン授業 ― バクハツするおもしろ総合学習』現代書館 2007年
- 『シネマの子どもに誘われて』現代書館 2009年

## 映画・TV
- おもしろ学校のいち日 名取弘文の公開授業 制作・監督 西山正啓